# Sielsowiet Brzostowica Mała
Sielsowiet Brzostowica Mała (biał. Малабераставіцкі сельсавет, ros. Малоберестовицкий сельсовет) – sielsowiet na Białorusi, w obwodzie grodzieńskim, w rejonie brzostowickim, z siedzibą w Brzostowicy Małej. Od zachodu graniczy z Polską.

## Miejscowości
- agromiasteczko:
  - Brzostowica Mała
- wsie:
  - Bohdziuki
  - Chilaki
  - Dzieniewicze
  - Hołynka
  - Jodzicze
  - Kamionka
  - Klukowce
  - Kowale
  - Kule
  - Nieporożniowce
  - Ojców
  - Popławce
  - Wojciechowszczyzna